# Castrinho
Geraldo Freire de Castro Filho, mais conhecido como Castrinho (Rio de Janeiro, 17 de outubro de 1940), é um ator, cantor, apresentador, produtor e humorista brasileiro. Ficou nacionalmente conhecido pelo personagem Cascatinha, que fez um enorme sucesso entre as crianças na década de 80 ao integrar o programa infantil Balão Mágico.
Outro personagem conhecido foi o Geraldo, da Escolinha do Professor Raimundo. Geraldo também esteve presente em outras versões do programa, como Escolinha do Barulho e Escolinha do Gugu, ambas da RecordTV.

## Biografia
Castrinho viveu sua infância no subúrbio carioca e sua vocação artística começou a despontar na adolescência, quando fazia shows e peças em que participava no colégio militar, onde estudava por escolha de sua mãe. Seu forte era a comédia e sabia divertir os colegas.
Quando saiu do colégio militar, já sabia que queria ser ator, mas para prosseguir na vida, entrou no mercado financeiro, imobiliário e fez sucesso também nessas áreas. Foi empresário no setor de restaurantes, onde pode desenvolver sua outra paixão: a culinária.

### Carreira
Em 1968, entra para o elenco do humorístico Balança Mas Não Cai, que foi da TV Paulista, e depois passou para a Rede Globo. A partir daí, passou a integrar o elenco de diversos programas do humorista Chico Anysio, como Chico City e Chico Anysio Show.
Na década de 80, Castrinho ficou famoso no Brasil inteiro, principalmente junto às crianças, por sua atuação como Cascatinha no famoso programa infantil Balão Mágico. Antes do Balão, o personagem já fazia sucesso com suas aparições no programas de Chico Anysio. Sua imagem já esteve estampada em bonecos, biscoitos, toalhas de banho, entre outros. Em 1982, o personagem gravou um disco e fez sucesso com as canções "O Orgulho do Papai", "Cascatinha Meu Garoto" e "Rock do Cascatinha". Ele também chegou a ter um livro, Histórias e Charadas de Cascatinha.
Na década de 90, fez parte da Escolinha do Professor Raimundo com o personagem Geraldo e seu inesquecível bordão Geraaaaaldo.... No fim dos anos 90, viveu o mesmo personagem, mas em uma outra escolinha de uma outra emissora, a Escolinha do Barulho, da RecordTV.
Após participar de diversos programas e humorístico da Globo, como Os Trapalhões, Chico Total, Malhação, Zorra Total, Sob Nova Direção e A Diarista, Castrinho se transferiu em 2006 para a RecordTV, onde atuou em diversas novelas e especiais da emissora. Em 2011, ele voltou a interpretar o personagem Seu Geraldo na Escolinha do Gugu, que era um quadro dentro do Programa do Gugu.
Nos cinemas, Castrinho esteve presente em diversos filmes como Deu a Louca no Cangaço, A Ostra e o Vento, O Xangô de Baker Street, Deus é Brasileiro e Sai de Baixo - O Filme.
Em 2022, foi demitido da RecordTV.

## Vida pessoal
Castrinho é pai de três filhos, frutos de seu primeiro casamento. Desde 1993, é casado com a produtora Andréa Guimarães, conhecida como "Andréa Castrinho" por causa do marido.

### Acusação de estupro por Íris Bruzzi
Em 13 de dezembro de 2018, a atriz e ex-vedete Íris Bruzzi revelou ao canal de Antônia Fontenelle no Youtube ter sido abusada por Castrinho enquanto estava bêbada e inconsciente e ambos estavam hospedados no mesmo hotel na década de 1960.
O relato de Iris Bruzzi começou assim: “Você sabe que eu não bebo nada, né? Eu fui com Castrinho e fomos fazer videotape, aí fomos lá, fizemos o nosso numerozinho, foi tudo bem… quando acabou, o dono da televisão, muito gentilmente, nos convidou para jantar… e eu, que não bebo nada, tomei 5 daiquiris (tipo de bebida alcoólica) seguidos, por que eu não sabia o que era daiquiri, que era novidade aqui (no Brasil), e eu pensei que era um refresco. Tomei cinco! Aí fiquei sabendo no dia seguinte que saí carregada pelo dono da TV. Só que (fomos pro hotel) e eu adoro o Castrinho, e continuei, apesar de tudo, gostando muito dele…”, falou Iris Bruzzi, que acabou sendo atravessada por Antonia Fontenelle, que disse: “Sorte sua que foi naquela época, hein, Castrinho, porque se fosse hoje você tava lascado”. E Iris declarou ainda que, se estivesse no pleno gozo de suas faculdades mentais, ela jamais teria permitido tal ação. “Eu não ia deixar, Castrinho, eu não ia deixar”.
A revelação de Bruzzi ganhou enorme repercussão e surpreendeu até mesmo o próprio Castrinho, que alegou que as coisas não ocorreram exatamente como Íris havia contado e de que ambos chegaram a ter um rápido namoro na época. O humorista ainda chegou a ameaçar processá-la  por danos morais.
E de fato o fez, em março de 2019: “Foi uma acusação tão absurda que eu demorei até pra entender o que estava acontecendo. Depois de conversar com minha familia e meus advogados, eu decidir entrar na Justiça com um pedido de retratação. Faço questão disso. O resto quem vai decidir é meu advogado”, contou Castrinho.
Em dezembro de 2019, Fontenelle foi intimada a depor: "Ele processou a Íris e a mim também no criminal e cível após a entrevista do Na Cama da Gata. A gente não deu juízo de valor. Rimos, inclusive", disse a loira ao Notícias da TV. As duas contrataram o mesmo advogado, Guaracy Bastos. Apenas a youtuber foi convocada pela Justiça.

## Filmografia

### Televisão
| Ano     | Título                          | Papel                                 | Nota                                               |
| ------- | ------------------------------- | ------------------------------------- | -------------------------------------------------- |
| 1961–63 | Teatro Psicotécnico da TV Rio   | Vários Personagens                    |                                                    |
| 1962–64 | Chico Anysio Show               | Cascatinha / Januário                 |                                                    |
| 1962–63 | O Riso é o Limite               | Vários Personagens                    |                                                    |
| 1963–67 | A Cidade Se Diverte             | Vários Personagens                    |                                                    |
| 1968–72 | Balança Mas Não Cai             |                                       |                                                    |
| 1969    | Show do Dia 7                   |                                       |                                                    |
| 1970–72 | Café Sem Concerto               | Vários Personagens                    |                                                    |
| 1973–80 | Chico City                      | Cascatinha / Januário                 |                                                    |
| 1982    | Sítio do Picapau Amarelo        |                                       | Episódio: "Estranho Conto de Fadas"                |
| 1982–88 | Chico Anysio Show               | Romário / Cascatinha / Geraldo        |                                                    |
| 1983–86 | Balão Mágico                    | Cascatinha / Castrinho                |                                                    |
| 1990–91 | Escolinha do Professor Raimundo | Geraldo                               |                                                    |
| 1990    | La Mamma                        | Fausto (Faustinho)                    |                                                    |
| 1992    | Os Trapalhões                   | Robin                                 | Participação especial                              |
| 1992    | Escolinha do Professor Raimundo | Seu Tomé                              |                                                    |
| 1993    | Escolinha do Professor Raimundo | Seu Mao Laluno                        |                                                    |
| 1994    | Escolinha do Professor Raimundo | Seu Ourinho                           |                                                    |
| 1996    | Chico Total                     | Cascatinha                            |                                                    |
| 1998    | Malhação                        | Oscar                                 |                                                    |
| 1999–00 | Escolinha do Barulho            | Geraldo                               |                                                    |
| 2000–02 | A Casa É Sua                    | Apresentador                          |                                                    |
| 2004    | A Diarista                      |                                       | Episódio: "Num Piscar de Olhos"                    |
| 2005    | Sob Nova Direção                | Zelador do Prédio                     | Episódio: "Eu Sei o Que Você Fez no Micão Passado" |
| 2005    | A Diarista                      | Paciente                              | Episódio: "Dente Inocente"                         |
| 2006    | Bicho do Mato                   | Mauro Barros Lima (Delegado Maurinho) |                                                    |
| 2007    | Amor e Intrigas                 | Alcebíades Pêra Berreiros (Pierre)    |                                                    |
| 2009    | Poder Paralelo                  | Leonel Pavão                          |                                                    |
| 2010    | Balada, Baladão                 | Macarrão                              | Especial de fim de ano                             |
| 2011–12 | Escolinha do Gugu               | Geraldo                               | Quadro humorístico do Programa do Gugu             |
| 2013    | Dona Xepa                       | Seu Ângelo Lazarini                   |                                                    |
| 2013    | Noite de Arrepiar               | Professor Cosme / Codorna             | Especial de fim de ano                             |
| 2015    | Milagres de Jesus               | Zaqueu                                | Episódio: "O Publicano e o Jovem Rico"             |
| 2015    | As Canalhas                     | Dr. Romar                             | Episódio: "Gracinha"                               |
| 2016    | A Terra Prometida               | Farduk                                |                                                    |
| 2016    | E Aí... Comeu?                  | Dr. Jarbas                            | Episódio: "29 de agosto"                           |
| 2017    | Apocalipse                      | Oziel Gudman                          |                                                    |
| 2019    | Amor sem Igual                  | Bento                                 |                                                    |
| 2021    | Gênesis                         | Vendedor Sachafer                     |                                                    |
| 2025    | Tô de Graça                     | Seu Honório                           | 1 episódio                                         |

### Cinema
| Ano  | Título                           | Personagem    |
| ---- | -------------------------------- | ------------- |
| 1969 | Deu a Louca no Cangaço           | Latifundiário |
| 1984 | Uma Aventura no Corpo Humano     | Fígado        |
| 1997 | A Ostra e o Vento                | Pepe          |
| 1999 | Orfeu                            | Oswaldo       |
| 2000 | Villa-Lobos - Uma Vida de Paixão | Alfaiate      |
| 2001 | O Xangô de Baker Street          | Barman        |
| 2003 | Deus É Brasileiro                | Goró          |
| 2004 | Onde Anda Você                   | Mirandinha    |
| 2004 | Pato com Laranja                 |               |
| 2015 | O Duelo                          | Cônsul        |
| 2019 | Sai de Baixo - O Filme           | Juiz Antibes  |
| 2021 | Intervenção: É Proibido Morrer   | Seu Joaquim   |